# Pterodiscus ruspolii
Pterodiscus ruspolii är en sesamväxtart som beskrevs av Adolf Engler. Pterodiscus ruspolii ingår i släktet Pterodiscus och familjen sesamväxter. Inga underarter finns listade i Catalogue of Life.